# Episodi di Chesapeake Shores (terza stagione)
La terza stagione della serie televisiva Chesapeake Shores, composta da 10 episodi, è stata trasmessa negli Stati Uniti da Hallmark Channel, dal 5 agosto al 7 ottobre 2018.
In Italia, la stagione è stata pubblicata interamente su Netflix il 22 marzo 2019.
| nº | Titolo originale          | Titolo italiano Netflix    | Titolo italiano TV       | Prima TV USA      | Pubblicazione Italia |
| -- | ------------------------- | -------------------------- | ------------------------ | ----------------- | -------------------- |
| 1  | An Open Book              | Un libro aperto            | Un libro aperto          | 5 agosto 2018     | 22 marzo 2019        |
| 2  | The Way We Were           | Come eravamo               | Come eravamo             | 12 agosto 2018    | 22 marzo 2019        |
| 3  | The Rock is Going to Roll | Favole                     | Equivoci e promesse      | 19 agosto 2018    | 22 marzo 2019        |
| 4  | Once Upon Ever After      | C'era una volta per sempre | C'era una volta e poi... | 26 agosto 2018    | 22 marzo 2019        |
| 5  | Love Eventually           | L'amore è nell'aria        | Alla fine, l'amore       | 2 settembre 2018  | 22 marzo 2019        |
| 6  | Here and There            | Qui e là                   | Vicini e lontani         | 9 settembre 2018  | 22 marzo 2019        |
| 7  | It's Just Business        | Solo affari                | Sono solo affari         | 16 settembre 2018 | 22 marzo 2019        |
| 8  | All Our Tomorrows         | Tutti i nostri domani      | Tutti i nostri domani    | 23 settembre 2018 | 22 marzo 2019        |
| 9  | Forward to the Past       | Viaggio nel passato        | Verso il passato         | 30 settembre 2018 | 22 marzo 2019        |
| 10 | Before a Following Sea    | Mare in poppa              | Prima dei venti a favore | 7 ottobre 2018    | 22 marzo 2019        |